# 山口村 (北海道)
山口村（日语：／ Yamaguchi mura */?）是過去位於北海道石狩支廳北部的一個村落，已於1902年5月1日與上手稻村、下手稻村合併為手稻村，過去的轄區相當於現在的札幌市手稻區北部的明日風、手稻山口、星置和曙的北部。

## 歷史
由於1881年最初來到此地的開墾者是來自山口縣，因此以開墾者的故鄉「山口」作為地名，隔年也就正式設村。

### 年表
- 1882年12月21日：實施大字制度，原手稻村的地區再新分割為上手稻村、下手稻村、山口村。[1]
- 1902年4月1日：山口村、上手稻村、下手稻村合併為手稻村，並成為北海道二級村。[2]